# العلاقات البيلاروسية الليتوانية
العلاقات البيلاروسية الليتوانية هي العلاقات الثنائية التي تجمع بين روسيا البيضاء وليتوانيا.

## مقارنة بين البلدين
هذه مقارنة عامة ومرجعية للدولتين:
| وجه المقارنة                                              | روسيا البيضاء                    | ليتوانيا                                                    |
| --------------------------------------------------------- | -------------------------------- | ----------------------------------------------------------- |
| المساحة (كم2)                                             | 207.60 ألف                       | 65.30 ألف                                                   |
| عدد السكان (نسمة)                                         | 9.50 مليون                       | 2.79 مليون                                                  |
| الكثافة السكانية (ن./كم²)                                 | 45.76                            | 42.73                                                       |
| العاصمة                                                   | مينسك                            | فيلنيوس، كاوناس                                             |
| اللغة الرسمية                                             | اللغة البيلاروسية، اللغة الروسية | اللغة الليتوانية                                            |
| العملة                                                    | روبل بلاروسي                     | ليتاس ليتواني، يورو                                         |
| الناتج المحلي الإجمالي (بليون دولار)                      | 54.44 مليار                      | 47.17 مليار                                                 |
| الناتج المحلي الإجمالي (تعادل القوة الشرائية) بليون دولار | 168.35 مليار                     | 84.06 مليار                                                 |
| الناتج المحلي الإجمالي الاسمي للفرد دولار أمريكي          | 5.74 ألف                         | 14.15 ألف                                                   |
| الناتج المحلي الإجمالي للفرد دولار أمريكي                 | 18.18 ألف                        | 27.69 ألف                                                   |
| مؤشر التنمية البشرية                                      | 0.798                            | 0.839                                                       |
| رمز المكالمات الدولي                                      | +375                             | +370                                                        |
| رمز الإنترنت                                              | .by، .бел                        | .lt                                                         |
| المنطقة الزمنية                                           | ت ع م+03:00                      | ت ع م+02:00، ت ع م+03:00، أوروبا/فيلنيوس ‏، توقيت شرق أوروبا |

## مدن متوأمة
في ما يلي قائمة باتفاقيات التوأمة بين مدن بيلاروسية وليتوانية:
- ترتبط Masty, Belarus [الإنجليزية]‏ مع Kazlų Rūda [الإنجليزية]‏ باتفاقية توأمة.
- ترتبط Kapyl [الإنجليزية]‏ مع Joniškis [الإنجليزية]‏ باتفاقية توأمة.
- ترتبط أورشا مع تلسياي باتفاقية توأمة منذ 2008.[16][16][16][17]
- ترتبط مينسك مع فيلنيوس باتفاقية توأمة منذ 1997.[18][18]
- ترتبط غرودنو مع دروسكينينكي باتفاقية توأمة منذ 1994.
- ترتبط موجيلوف مع كلايبيدا باتفاقية توأمة منذ 1967.
- ترتبط ليدا مع تراكي باتفاقية توأمة منذ 2012.[19][19][19]
- ترتبط بارانافيتشي مع شياولياي باتفاقية توأمة منذ 2009.[20][20][20][20]
- ترتبط بولوتسك مع يونافا باتفاقية توأمة منذ 2004.[19][19][19][19]

## منظمات دولية مشتركة
يشترك البلدان في عضوية مجموعة من المنظمات الدولية، منها:
| علم المنظمة | اسم المنظمة                               | تاريخ انضمام روسيا البيضاء | تاريخ انضمام ليتوانيا |
| ----------- | ----------------------------------------- | -------------------------- | --------------------- |
|             | اتفاقية السماوات المفتوحة                 | ?                          | ?                     |
|             | منظمة الأمن والتعاون في أوروبا            | 30 يناير 1992              | 10 سبتمبر 1991        |
|             | مؤسسة التمويل الدولية                     | 2 نوفمبر 1992              | 15 يناير 1993         |
|             | منظمة حظر الأسلحة الكيميائية              | ?                          | ?                     |
|             | الأمم المتحدة                             | 24 أكتوبر 1945             | 17 سبتمبر 1991        |
|             | الاتحاد الدولي للاتصالات                  | 7 مايو 1947                | 1 يوليو 1923          |
|             | منظمة الشرطة الجنائية الدولية             | ?                          | ?                     |
|             | البنك الدولي للإنشاء والتعمير             | 10 يوليو 1992              | 6 يوليو 1992          |
|             | الاتحاد البريدي العالمي                   | ?                          | ?                     |
|             | المركز الدولي لتسوية المنازعات الاستشارية | 9 أغسطس 1992               | 5 أغسطس 1992          |
|             | وكالة ضمان الاستثمار متعدد الأطراف        | 3 ديسمبر 1992              | 8 يونيو 1993          |
|             | يونسكو                                    | 12 مايو 1954               | 7 أكتوبر 1991         |
|             | مجموعة الموردين النوويين                  | ?                          | ?                     |

## وصلات خارجية
- موقع وزارة الخارجية البيلاروسية
- موقع وزارة الخارجية الليتوانية